# Kurt Cobain: Montage of Heck
Kurt Cobain: Montage of Heck es una película documental sobre Kurt Cobain, compositor y cantante del grupo Nirvana. Fue estrenada mundialmente en cines por Universal Pictures y a través de la televisión estadounidense por HBO el 4 de mayo de 2015, siguiendo una trayectoria limitada.

## Producción
El documental está dirigido por Brett Morgen, que trabajó en la película desde que en 2007 Courtney Love, viuda de Kurt Cobain, le trasmitió la idea de realizar el documental. Se trata del primer trabajo sobre Kurt Cobain hecho con la cooperación de su familia. Morgen y su equipo tuvieron acceso a los archivos personales de Cobain y familiares. El documental incluye imágenes de varios espectáculos de Nirvana y canciones desconocidas, así como películas caseras, registros, obras de arte, fotografía, revistas, demos y songbooks. Morgen utilizó las entrevistas en la película Lenny como modelo para las entrevistas en la película. El título de la película, Montage of Heck, toma su nombre de un collage musical que fue creado por Cobain con un casete de 4 pistas grabado aproximadamente en 1988, que contiene dos versiones: una de aproximadamente treinta y seis minutos y otra de aproximadamente ocho minutos. Varias escenas de la película fueron animadas por Stefan Nadelman y Hisko Hulsing. La película fue coproducida por HBO Documentary Films y Universal Pictures International Entertainment Content Group.